# Brachyctenonotus myospalacis
Brachyctenonotus myospalacis är en loppart som beskrevs av Wagner 1928. Brachyctenonotus myospalacis ingår i släktet Brachyctenonotus och familjen smågnagarloppor. Inga underarter finns listade i Catalogue of Life.